# Centrorhynchus narcissae
Centrorhynchus narcissae är en hakmaskart som beskrevs av Florescu 1942. Centrorhynchus narcissae ingår i släktet Centrorhynchus och familjen Centrorhynchidae. Inga underarter finns listade i Catalogue of Life.